# 上所 (新潟市)
上所（かみところ）は、新潟県新潟市中央区の町字。郵便番号は950-0994。

## 概要
1982年（昭和57年）から現在までの町名。信濃川下流右岸の自然堤防上に位置する。もとは1889年（明治22年）からあった大字上所島の区域の一部。

### 隣接する町字
北から東回り順に、以下の町字と隣接する。
- 幸西
- 下所島
- 近江
- 新和
- 上所中

※ 信濃川を挟んで一番堀通町、川岸町と隣接。

## 歴史
- 1982年（昭和57年） : 上所島から分立。
- 2007年（平成19年）
  - 4月1日 : 新潟市の政令指定都市移行により、中央区の大字となる。
  - 5月21日 : 新潟中央卸売市場が江南区茗荷谷へ移転する。

## 世帯数と人口
2018年（平成30年）1月31日現在の世帯数と人口は以下の通りである。
| 丁目       | 世帯数    | 人口    |
| ---------- | --------- | ------- |
| 上所一丁目 | 426世帯   | 769人   |
| 上所二丁目 | 186世帯   | 453人   |
| 上所三丁目 | 431世帯   | 942人   |
| 計         | 1,043世帯 | 2,164人 |

## 小・中学校の学区
市立小・中学校に通う場合、学区は以下の通りとなる。
| 丁目       | 番地 | 小学校             | 中学校               |
| ---------- | ---- | ------------------ | -------------------- |
| 上所一丁目 | 全域 | 新潟市立上所小学校 | 新潟市立鳥屋野中学校 |
| 上所二丁目 | 全域 | 新潟市立上所小学校 | 新潟市立鳥屋野中学校 |
| 上所三丁目 | 全域 | 新潟市立上所小学校 | 新潟市立鳥屋野中学校 |

## 主な企業・施設

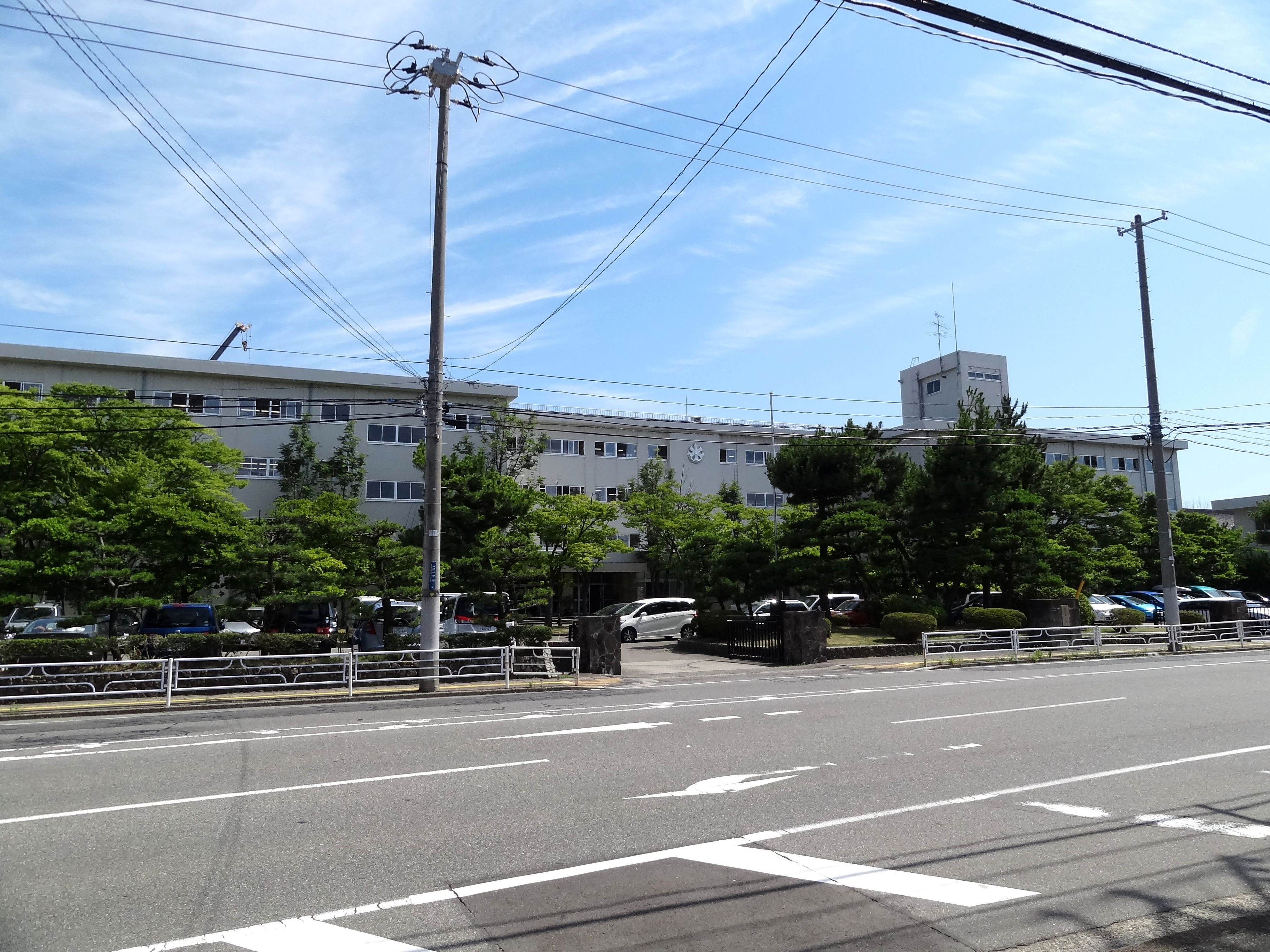
新潟県立新潟南高等学校
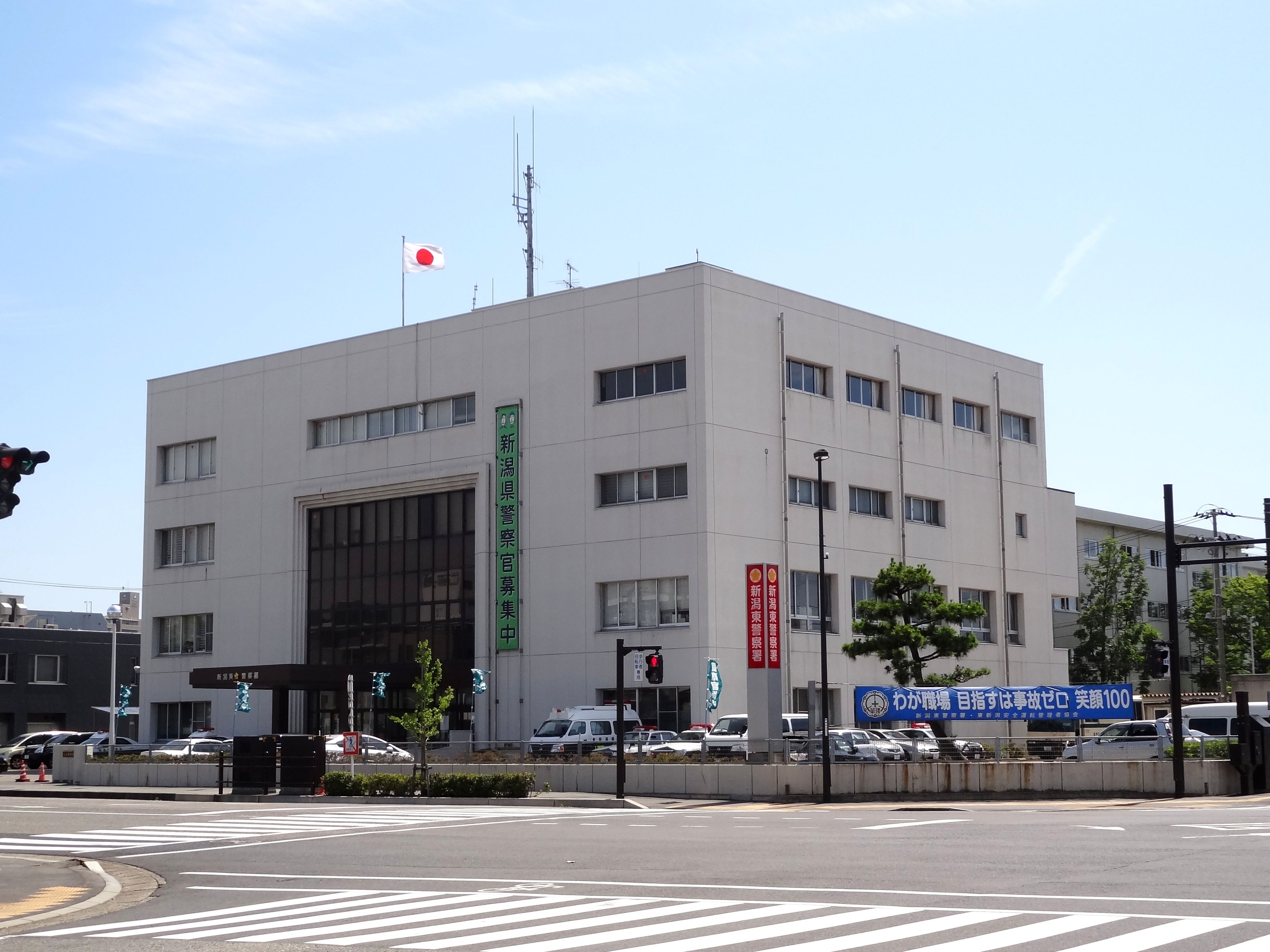
新潟警察署  - 新潟県立新潟南高校 - 新潟警察署
  - 新潟ユニゾンプラザ
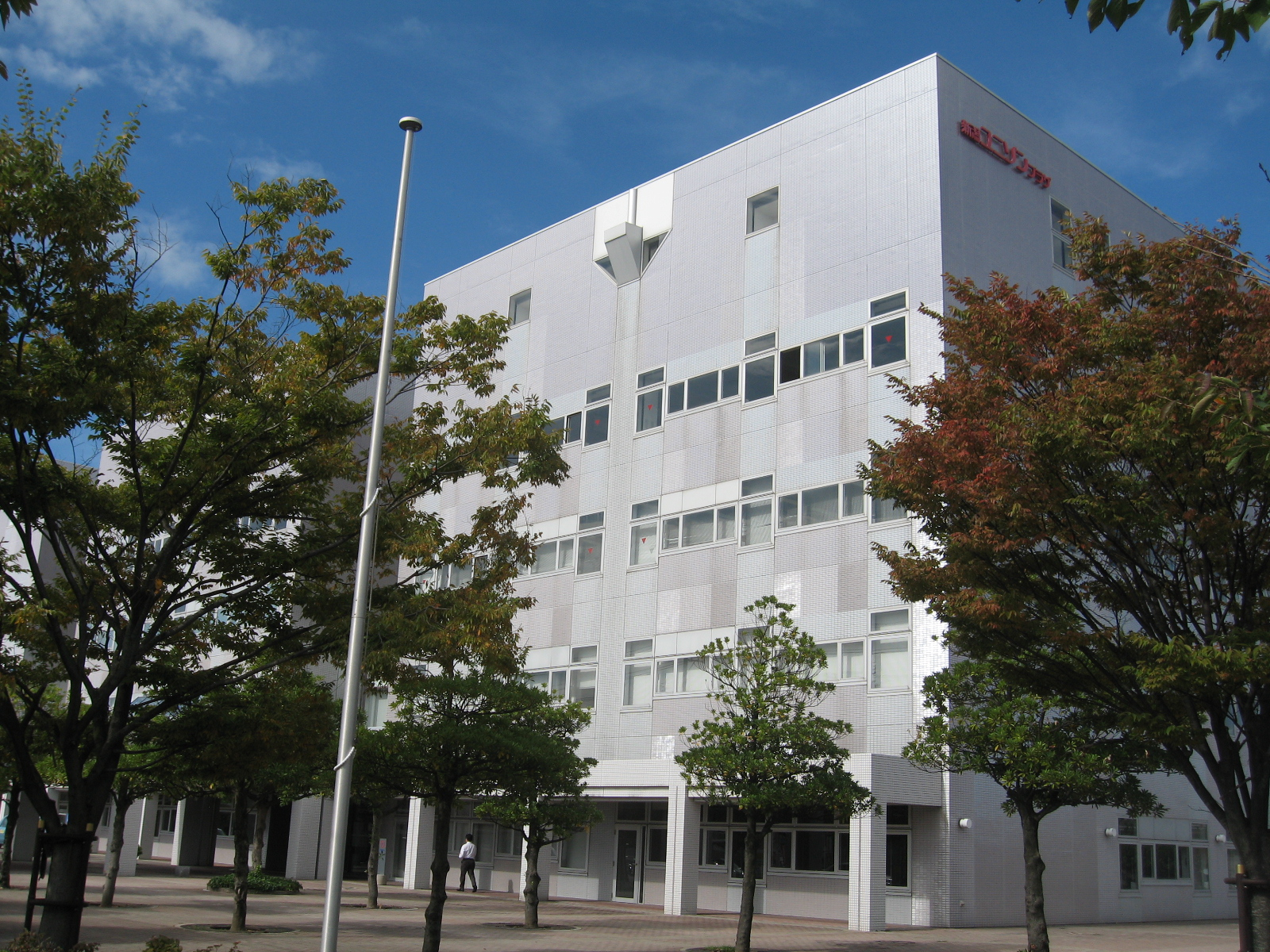
新潟ユニゾンプラザ
- タイヤ館 県庁前店

## 交通
- 新潟県道1号新潟小須戸三条線
- 新潟県道164号白山停車場女池線
- JR越後線「上所駅」(2025年3月15日開業予定)